# هیدروکسی گوینول
هیدروکسی گوینول (به انگلیسی: Hydroxyquinol) با فرمول شیمیایی C6H6O3 یک ترکیب شیمیایی با شناسه پاب‌کم 2566 است. که جرم مولی آن ۱۲۶٫۱۱ گرم بر مول می‌باشد. 